# میلان رودیچ
میلان رودیچ (سیریلیک صربی: Милан Родић؛ زادهٔ ۲ آوریل ۱۹۹۱) بازیکن فوتبال اهل صربستان است.
از باشگاه‌هایی که در آن بازی کرده‌است می‌توان به زنیت سن پترزبورگ و ستاره سرخ بلگراد اشاره کرد.